# Gábor Zavadszky
Gábor Zavadszky [ˈgaːbor ˈzɒvɒtski] (* 10. September 1974 in Budapest, Ungarn; † 7. Januar 2006 in Limassol, Zypern) war ein ungarischer Fußballspieler.
Zavadszky war Mittelfeldspieler und kam über die Budapester Vereine MTK und FTC Anfang 2005 zum zyprischen Erstligisten Apollon Limassol, wo er zuletzt unter Vertrag stand.
2003 bestritt er im Rahmen der Qualifikation für die Europameisterschaft 2004 sein einziges Spiel für die ungarische Nationalmannschaft.
Er starb am 7. Januar 2006 an einer Embolie.